# Chornivka
Chornivka (en ucraniano Чорнівка, en rumano Cernăuca) es una localidad ucraniana del óblast de Chernivtsí.

## Toponimia
En la obra Topographie der Bukowina zur Zeit ihrer Erwerbung durch Oesterreich, 1774-1785 (1895) de Daniel Werenka se recogen diversas versiones del nombre del lugar, con grafías como «Tschernauka», «Cernauca», «Czernauka», «Csernauka», «Csarnauka» y «Tschernauka».

## Geografía
Está ubicada en la región histórica de Bucovina.

## Historia
En 1776 la aldea pertenecía al boyardo Matei Hormuzaki.